# Szent Márton hermája
Szent Márton hermája a szombathelyi székesegyházban 1913 óta őrzött ereklye.

## Története
Tours-i Szent Márton Szombathely egyik legjelentősebb történelmi személyisége, életrajzírója szerint 22 évesen keresztelkedett meg, ám két év után az elbocsátását kérte. Az ezt követő időt poitiers-i Szent Hilár püspök mellett töltötte tanulással, majd újra visszatért Savariába. Egész életét csodák kísérték végig, ilyenek voltak a betegek gyógyítása, a halottak feltámasztása. 80 évesen már várta halálának eljövetelét és tudatosan készült is rá. Candesben érte el a halál, itt betegedett meg. Utolsó napjait hamuból készült fekhelyén töltötte, nem engedte, hogy szalmából készítsenek neki egy másikat. Egyházszervező munkája után 397. november 8-án halt meg, temetése november 11-én történt meg. Halálhíre elképesztő gyorsasággal terjedt el. 1913 óta ereklyeként őrzik koponyacsontjának egy részét, amelyet a szombathelyi székesegyházban őriznek a Szent Márton-hermában. A hermát Tours érseke ajándékozta a városnak 1913-ban. A holttest Tours városába kerülése kalandos módon történt, mivel a testet több város is magának követelte, így Tours városának el kellett azt lopnia. Az őröket kijátszották, a maradványokat pedig kiemelték az ablakon. Nevezetes a herma arról is, hogy II. János Pál pápa szombathelyi látogatásakor annál az oltárnál imádkozott, melyen a herma található. A herma alapzata Tóth István szobrászművész alkotása. 